# Малайская Федерация
Малайская Федерация (малайск. Persekutuan Tanah Melayu) — федерация 11 штатов (9 малайских султанатов и британские поселения Пинанг и Малакка), существовавшая с 1948 по 1963 годы.
В 1946 году из этих 11 штатов была сформирована единая британская колония — Малайский Союз. Из-за обструкции со стороны малайских националистов колония оказалась нежизнеспособной, и с января 1948 года Малайский Союз был преобразован в Малайскую Федерацию.
В составе федерации к правителям малайских султанатов вернулись их позиции глав государств, которых они были лишены внутри Союза. Малайские султанаты стали протекторатами Великобритании, а Пинанг и Малакка оставались британскими колониальными территориями.
31 августа 1957 года Федерация получила независимость в составе Содружества наций и стала членом ООН.
В 1963 году Малайская Федерация, Сингапур, Саравак и Северное Борнео объединились в государство Малайзия, а затем Сингапур стал независимым государством 9 августа 1965 года.